# (30830) Jahn
(30830) Jahn – planetoida z pasa głównego asteroid okrążająca Słońce w ciągu 3 lat i 231 dni w średniej odległości 2,36 j.a. Została odkryta 14 października 1990 roku w Karl Schwarzschild Observatory w Tautenburgu przez Freimuta Börngena i Lutza Schmadela. Nazwa planetoidy pochodzi od Friedricha Ludwiga Jahna (1778-1852), który otworzył pierwszy stadion w Berlinie Friedrich-Ludwig-Jahn-Sportpark. Przed nadaniem nazwy planetoida nosiła oznaczenie tymczasowe (30830) 1990 TQ12.